# Rainhaus (Ottensen)
Das Rainhaus ist ein denkmalgeschütztes Gebäude in der Großen Rainstraße in Hamburg-Ottensen. Es wurde 1890 ursprünglich als Hinterhof-Werkstatt errichtet und hatte seitdem wechselnde Eigentümer und Verwendungszwecke.

## Name

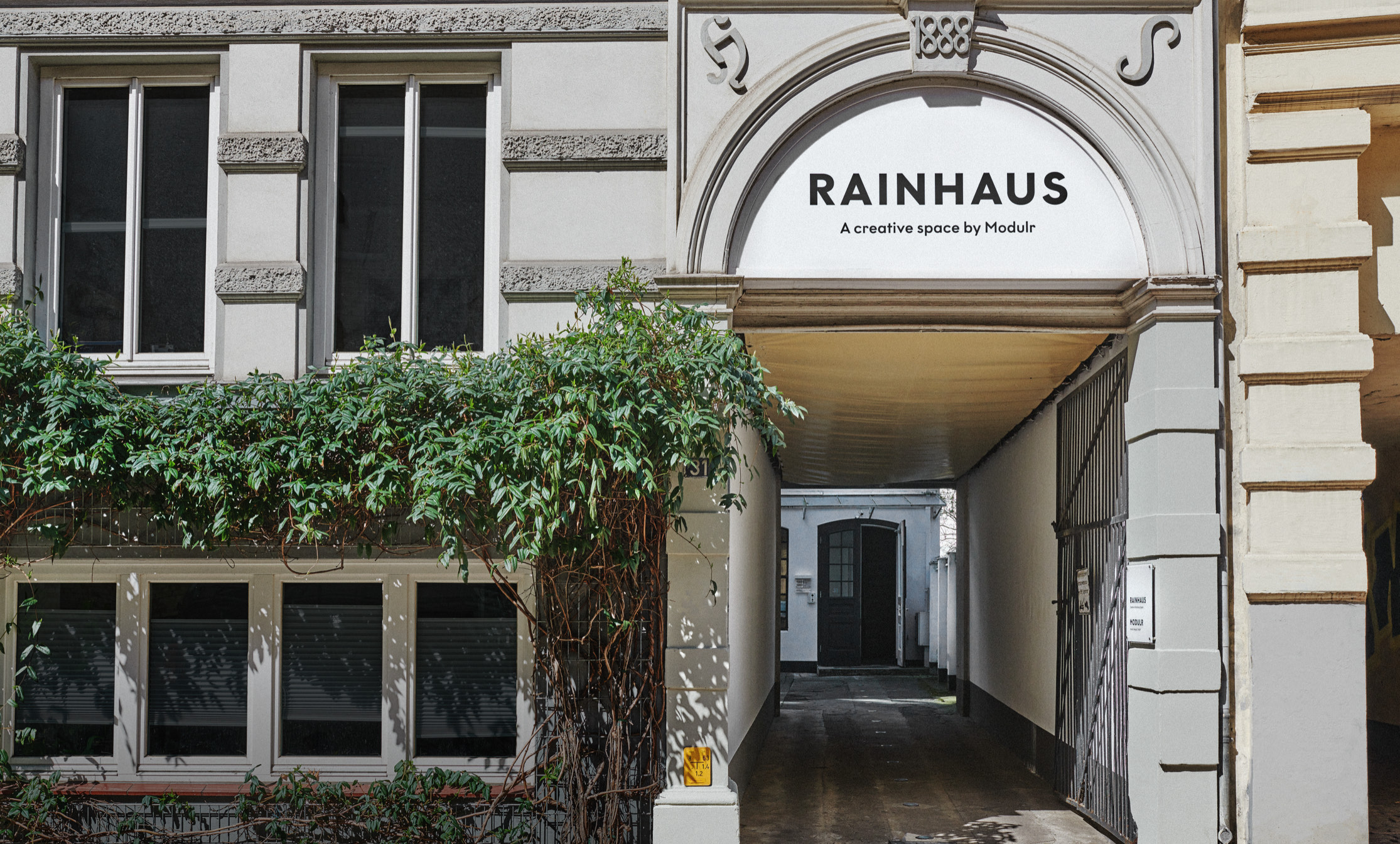
Torbogen mit Inschrift des Rainhauses und Durchgang zum Hinterhof

Der Name Rainhaus spiegelt die Lage des Gebäudes an der Großen Rainstraße wider (anders als das gleichnamige Rainhaus in Lindau, das seinen Namensursprung im Reinwerden, also der Genesung, hat).
Rain leitet sich in diesem Fall von dem Begriff Reien (regional auch Reye oder Riehe) ab und bezeichnet einen kleinen Wasserlauf. Zahlreiche Straßen- und Ortsnamen im deutschsprachigen Raum haben eine Variante dieses Begriffs als Teil ihres Namens, oder, wie etwa im Fall des Ortes Riehe in der Grafschaft Schaumburg, als Namen selbst.

## Lage
Das Rainhaus befindet sich in einem Hinterhof der Großen Rainstraße und ist von dieser aus somit nicht direkt einsehbar. Der Zugang liegt direkt gegenüber des heutigen Mercado-Einkaufszentrums, das auf dem Gebiet des ehemaligen jüdischen Friedhofs von Ottensen erbaut wurde. Dieser war also bis zu seiner Enteignung und Zerstörung durch die Nationalsozialisten im Jahr 1943 prägend für die unmittelbare Umgebung des Rainhauses.

## Geschichte

### Erbauung

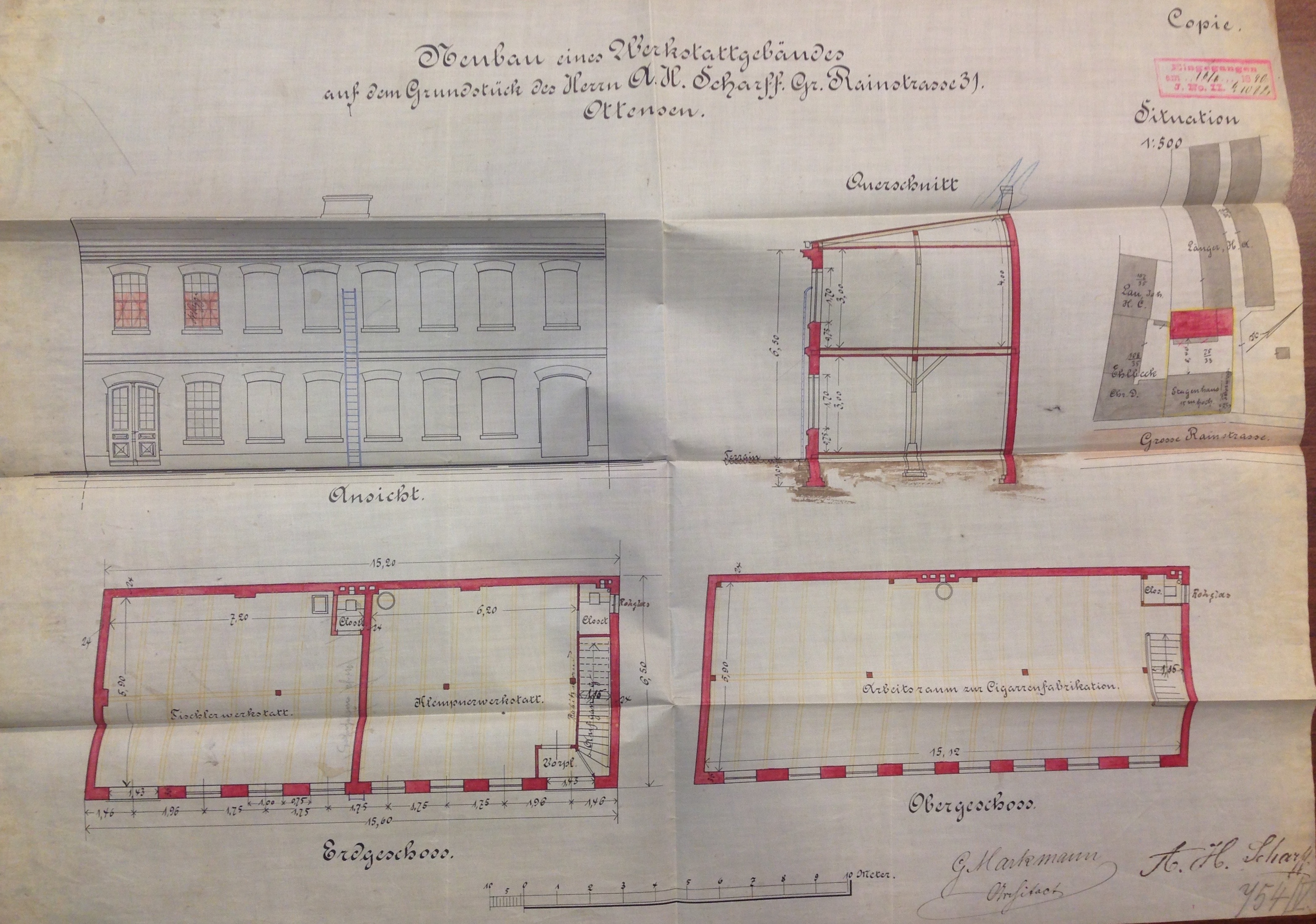
Bauzeichnung des Rainhauses von 1890

Urkundlich ist der „Neubau eines Werkstattgebäudes auf dem Grundstück des Herrn A. H. Scharff: Gr. Rainstrasse 31, Ottensen“ durch die Bauzeichnung des Bauantrags belegt, deren Eingang bei der Behörde mit dem 10. Juni 1890 datiert wurde – und damit ein Jahr nach der Eingemeindung von Ottensen in die Stadt Altona.
Auf der Bauzeichnung sind die noch heute intakte Fassade sowie die Grundrisse der zwei Geschosse zu sehen. Laut Beschriftungen wurde eine Hälfte des Erdgeschosses als Tischlerwerkstatt, die andere als Klempnerwerkstatt genutzt. Das Obergeschoss war als „Arbeitsraum zur Cigarrenfabrikation“ vorgesehen. Als Bauherr ist Gustav Markmann verzeichnet, der auch in der offiziellen Denkmalliste Altona verzeichnet ist.

### Aufstockung

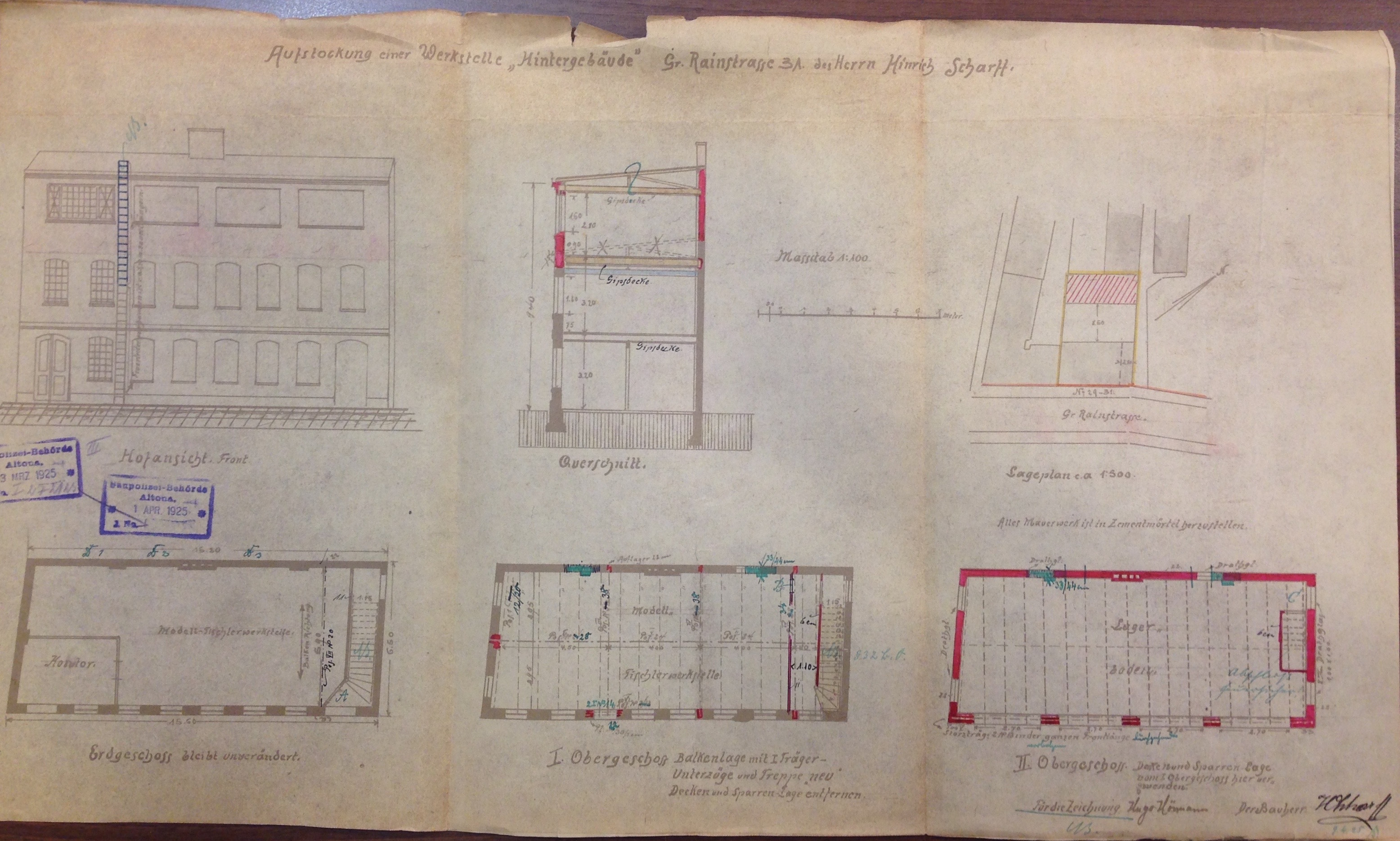
Bauzeichnung für die Aufstockung des Rainhauses 1925

1925 erfolgte die Aufstockung um ein zweites Obergeschoss, ebenfalls beauftragt von Gustav Markmann. In der Bauzeichnung zum Bauantrag sind nun das gesamte Erd- sowie das erste Obergeschoss als „Tischlerwerkstelle“ beschriftet, während das geplante 2. Obergeschoss als „Lagerboden“ eingetragen ist.
In seiner weiteren Geschichte wechselte das Gebäude mehrfach seine Besitzer und diente unter anderem als Kerzenmanufaktur und als Zentrale eines Leuchtenherstellers.

### Sanierung bis heute
2017 übernahm das Innenarchitektur-Unternehmen Ply atelier das Gebäude und unterzog es einer umfassenden Kernsanierung. Von 2017 bis 2020 war das Rainhaus Firmensitz des Ply ateliers.

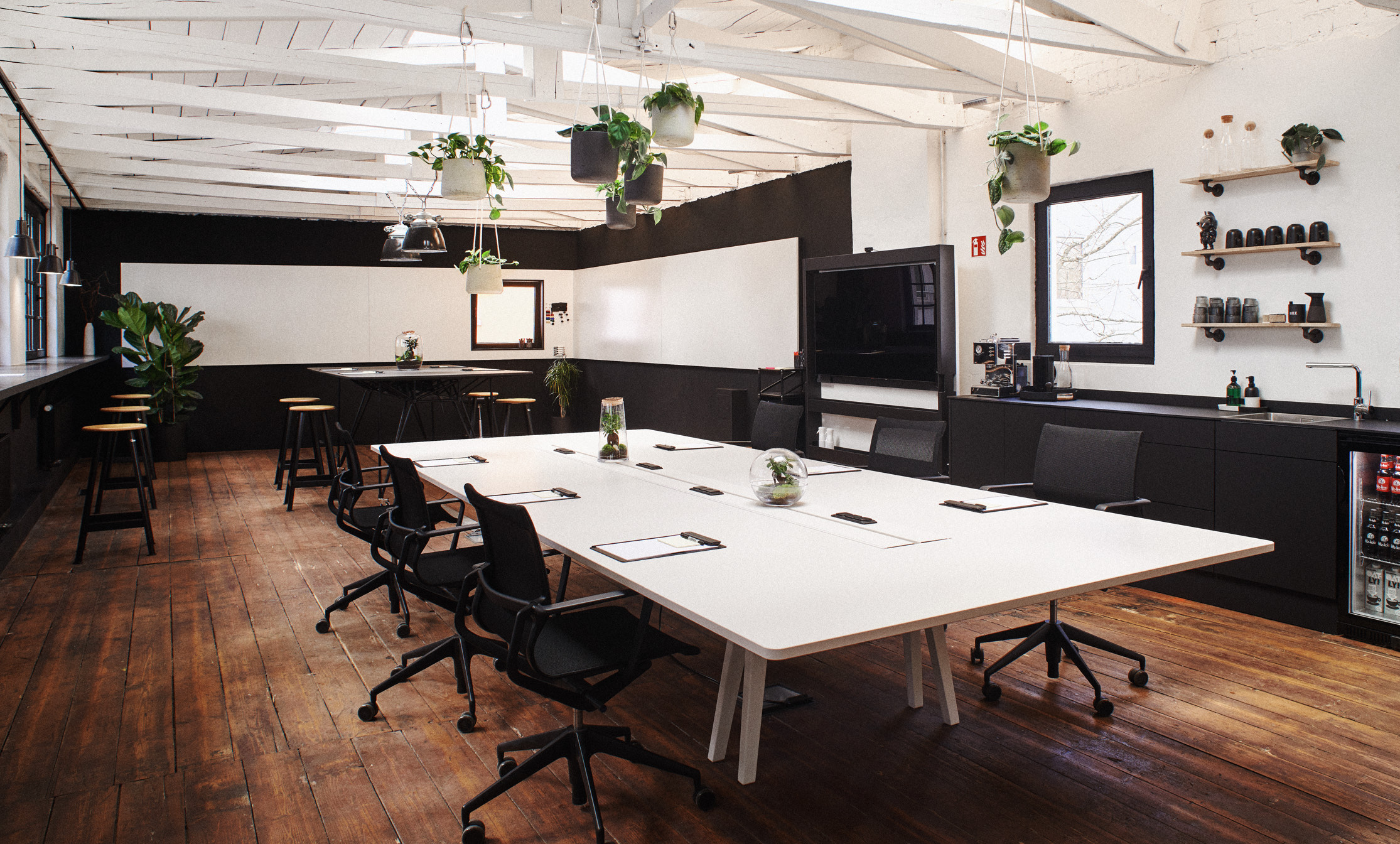
Das 1925 aufgestockte Dachgeschoss nach der Sanierung 2017

Seit 2020 wird das Rainhaus als Bürofläche für eine UX-Design-Agentur genutzt. Das 1925 aufgestockte Dachgeschoss kann auch als Seminar- bzw. Workshop-Location gebucht werden.